# Jerry Sohl
Gerald Allan „Jerry“ Sohl Sr. (* 2. Dezember 1913 in Los Angeles, Kalifornien; † 4. November 2002 in Thousand Oaks, Kalifornien) war ein US-amerikanischer Drehbuchautor und Schriftsteller.

## Leben
Jerry Sohl besuchte das Central College in Chicago, leistete 1942 bis 1945 seinen Militärdienst bei der US Air Force und war danach Journalist und Fotograf für den Daily Telegraph in Bloomington. 1958 wurde er freier Autor und kehrte nach Kalifornien zurück. Debütiert hatte er 1952 mit dem Roman The Haploids, der von einer männerhassenden Wissenschaftlerin erzählt, die mittels Parthenogenese eine Welt zu schaffen versucht, die sowohl männer- als auch gewaltfrei sein soll.
Sohl, der oft unter seinen Pseudonymen Nathan Butler, Sean Mei Sullivan und Roberta Jean Mountjoy schrieb, war speziell in den 1960er-Jahren ein gefragter Autor von Science-Fiction- und Horrorfilmen. So schrieb er unter anderem für die Fernsehserien Unglaubliche Geschichten, Der Mann aus Atlantis, Invasion von der Wega, The Outer Limits, Gnadenlose Stadt und Raumschiff Enterprise.
Außerdem schrieb er die Drehbücher zu Zwölf Stunden lauert der Tod von 1960 und Die Hexe des Grafen Dracula von 1968.
Jerry Sohl, der auch als Konzertpianist aufgetreten ist, starb 2002 im Alter von 88 Jahren.

## Filmografie (Auswahl)
- 1965: Das Grauen auf Schloß Witley (Die, Monster, Die!)

## Bibliografie
Romane
- The Haploids (1952)
  - Deutsch: Die Haploiden. Übersetzt von Gudrun Faltermeier. Ullstein TB #31014, 1980, ISBN 3-548-31014-1.
- Costigan's Needle (1953)
  - Deutsch: Der Schritt ins Unbekannte. Pabel, 1965. Auch als: Costigans Nadel. Übersetzt von Rolf Strasser. Ullstein TB #31011, 1980, ISBN 3-548-31011-7.
- The Transcendent Man (1953)
  - Deutsch: Der unsichtbare Herrscher. Pabel (Utopia Grossband #107), 1960. Auch als: Unsichtbare Herrscher. Übersetzt von Wim Koll. Ullstein (Ullstein Science Fiction & Fantasy #31003), 1979, ISBN 3-548-31003-6.
- The Altered Ego (1954)
  - Deutsch: Das vertauschte Ich. Moewig (Terra Sonderband #10), 1958 (gekürzt). Auch als: Das vertauschte Ich. Übersetzt von Klaus Weidemann. Ullstein TB #31060, 1983, ISBN 3-548-31060-5.
- Point Ultimate (1955)
  - Deutsch: Der schleichende Tod. Übersetzt von Gudrun Faltermeier. Ullstein TB #31009, 1979, ISBN 3-548-31009-5.
- The Mars Monopoly (1956)
  - Deutsch: Das Mars-Monopol. Übersetzt von Jürgen Jasper. Moewig (Terra Sonderband #51), 1962
- The Time Dissolver (1957)
  - Deutsch: Der Zeitauflöser. Pabel (Utopia Grossband #109), 1959. Auch als Ullstein (Ullstein 2000 #149 (3564)), 1979, ISBN 3-548-03564-7.
- Prelude To Peril (1957)
- The Odious Ones (1959)
  - Deutsch: Aura des Grauens. 1963
- One Against Herculum (1959)
  - Deutsch: Rebellion auf Herculum. Übersetzt von Heinz Zwack. Moewig (Terra #321), 1964
- Night Slaves (1965)
- The Lemon Eaters (1967)
- I, Aleppo (1971)
- The Spun Sugar Hole (1971)
- The Resurrection Of Frank Borchard (1973)
- Death Stop (1983)

Sammlung
- Filet of Sohl (2003)

Kurzgeschichten
- The 7th Order (1952)
- Ultroom Error (1952)
- Brknk's Bounty (1955)
  - Deutsch: Teamarbeit. In: Walter Ernsting, Thomas Schlück (Hrsg.): Galaxy 12. Heyne Science Fiction & Fantasy #3138, 1969.
- The Hand (1955)
- The Elroom (1955)
- The Invisible Enemy (1955, auch als The Outer Limits, 1996)
- Death in Transit (1956)
- One Against Herculum (1958)
- Counterweight (1959)
- The Little Red Bag (1960)
- Jelna (1972)
- I Am Aleppo (1973)
- Mr. Moyachki (1974)
- Before a Live Audience (1975)
- The Service (1976)
- Cabin Number Six (1985)
- Karma, Kruse, and the Rollerboard Man (1994)
- Dr. Aldrich's Head (1994)
- Hungry Alice (1999)
- The Twilight Zone: Pattern for Doomsday (2003)
- The Twilight Zone: Who Am I? (2003)
- Trefelgen's Ring (2003)